# Темнохвоста дрохва
Темнохвоста дрохва (Neotis) — рід птахів родини дрохвових (Otididae). Поширені в посушливих районах Африки на південь від Сахари.

## Види
Вид складається з 4 видів:
- Neotis heuglinii — дрохва ефіопська
- Neotis ludwigii — дрохва чорноголова
- Neotis nuba — дрохва нубійська
- Neotis denhami — дрохва кафрська